# Panschwitz-Kuckau
Panschwitz-Kuckau (alt sòrab: Pančicy-Kukow) és un municipi alemany que pertany a l'estat de Saxònia. Es troba a 12 kilòmetres de Kamenz. El 2001 el 49,7% de la població era de parla sòrab i al municipi hi ha l'escola sòrab Šula Ćišinskeho.

## Divisió administrativa
El municipi fou creat el 1957 de la unió dels de Panschwitz i Kuckau. Està format pels llogarets de:
- Alte Ziegelscheune (Stara Cyhelnica), 56 h.
- Cannewitz (Kanecy), 50 h.
- Glaubnitz (Hłupońca), 27 h.
- Jauer (Jawora), 130 h.
- Kaschwitz (Kašecy), 122 h.
- Lehndorf (Lejno), 121 h.
- Neustädtel (Nowe Městačko), 9 h.
- Ostro (Wotrow), 289 h.
- Panschwitz-Kuckau (Pančicy-Kukow), 1163 h.
- Säuritz (Žuricy), 103 h.
- Schweinerden (Swinjarnja), 74 h.
- Siebitz (Zejicy), 40 h.
- Tschaschwitz (Časecy), 24 h.

## Personatges il·lustres
- Jakub Bart-Ćišinski (1856–1909), escriptor sòrab
- Stanislaw Tillich, ministre de Saxònia, viu a Panschwitz-Kuckau
- Bogna Koreng, presentadora de televisió sòraba, viu al municipi